# Topaz
 Denne artikel omhandler Hitchcocks film. Opslagsordet har også en anden betydning, se Topas.
Topaz er en amerikansk spændingsfilm fra 1969 af Alfred Hitchcock.
En amerikansk CIA agent som hyrer en fransk detektiv ved navn André Devereaux til at tage til Cuba og undersøge rygter om russiske missiler og en NATO spion ved navn Topaz. Da hans mission er afsluttet, vender Devereaux tilbage til Frankrig, men da han går ind for at afsløre dobbeltagenten, stiger faren og spændingen til et hjertebankende klimaks i denne overdådige, internationale thriller.

## Medvirkende
- Frederick Stafford spiller André Devereaux
- Dany Robin spiller Nicole Devereaux
- Claude Jade spiller Michèle Picard
- Michel Subor spiller Francois Picard
- Karin Dor spiller Juanita de Cordoba
- John Vernon spiller Rico Parra
- Michel Piccoli spiller Jacques Granville
- Philippe Noiret spiller Henri Jarré
- John Forsythe spiller Michael Nordstrom